# Biermannia bigibba
Biermannia bigibba är en orkidéart som först beskrevs av Rudolf Schlechter, och fick sitt nu gällande namn av Leslie Andrew Garay. Biermannia bigibba ingår i släktet Biermannia och familjen orkidéer. Inga underarter finns listade i Catalogue of Life.